# Svenska mästerskapen i längdskidåkning 1940
Svenska mästerskapen i längdskidåkning 1940 arrangerades i Sundsvall.

## Medaljörer, resultat

### Herrar
| Gren              | Guld                                                              | Guld                                                              | Guld    | Silver                                                          | Silver                                                          | Silver  | Brons                                                        | Brons                                                        | Brons   |
| 15 km             | Alfred Dahlqvist                                                  | Östersunds SK                                                     | 1:02:20 | Karl Pahlin                                                     | Brännans IF                                                     | 1:02:28 | Sven Hansson Hjalmar Lauri                                   | Lima Pajala IF                                               | 1:03:18 |
| 30 km             | Alfred Dahlqvist                                                  | Östersunds SK                                                     | 2:00:10 | Hjalmar Lauri                                                   | Pajala IF                                                       | 2:06:26 | Arthur Häggblad                                              | IFK Umeå                                                     | 2:06:44 |
| 50 km             | Hjalmar Lauri                                                     | Pajala IF                                                         | 3:16:15 | Arthur Häggblad                                                 | IFK Umeå                                                        | 3:16:19 | Allan Karlsson                                               | Vittjärvs IK                                                 | 3:17:10 |
| Stafett 3 x 10 km | Brännans IF (Per Pahlin, Folke Vedin, Karl Pahlin)                | Brännans IF (Per Pahlin, Folke Vedin, Karl Pahlin)                | 1:46:21 | Östersunds SK (H. Hemmingsson, Allan Liström, Alfred Dahlqvist) | Östersunds SK (H. Hemmingsson, Allan Liström, Alfred Dahlqvist) | 1:47:15 | IFK Umeå (Gösta Andersson, Arthur Häggblad, Gösta Jacobsson) | IFK Umeå (Gösta Andersson, Arthur Häggblad, Gösta Jacobsson) | 1:47:54 |
| Lagtävling 15 km  | Brännans IF (Karl Pahlin, Per Pahlin, Folke Vedin)                | Brännans IF (Karl Pahlin, Per Pahlin, Folke Vedin)                |         | Hudiksvalls IF (Herbert Sehlberg, Nils Englund, Erik Jonsson)   | Hudiksvalls IF (Herbert Sehlberg, Nils Englund, Erik Jonsson)   |         | Anundsjö IF (Lars Östman, John Westberg, G. Mårtensson)      | Anundsjö IF (Lars Östman, John Westberg, G. Mårtensson)      |         |
| Lagtävling 30 km  | Anundsjö IF (John Westberg, Lars Östman, G. Mårtensson)           | Anundsjö IF (John Westberg, Lars Östman, G. Mårtensson)           |         | IFK Umeå (Arthur Häggblad, Gösta Andersson, Gösta Jacobsson)    | IFK Umeå (Arthur Häggblad, Gösta Andersson, Gösta Jacobsson)    |         | Hofors AIF (Lars Back, Arvid Olsson, Herbert Södergren)      | Hofors AIF (Lars Back, Arvid Olsson, Herbert Södergren)      |         |
| Lagtävling 50 km  | Sim- o IK Hellas (Clarence Atterday, Sven Lundström, Edvin Kusén) | Sim- o IK Hellas (Clarence Atterday, Sven Lundström, Edvin Kusén) |         |                                                                 |                                                                 |         |                                                              |                                                              |         |

### Damer
| Gren             | Guld                                                      | Guld                                                      | Guld  | Silver                   | Silver                 | Silver | Brons | Brons |
| 10 km            | Lilly Söderlund                                           | Frösö IF                                                  | 46:43 | Ebba Sedell Rut Alexsson | Ludvika FFI Edsbyns IF | 47:00  |       |       |
| Lagtävling 10 km | Selångers SK (Margit Åhsberg, Elna Svedin, Gudrun Sjölén) | Selångers SK (Margit Åhsberg, Elna Svedin, Gudrun Sjölén) |       |                          |                        |        |       |       |

### Webbkällor
- Svenska Skidförbundet
- DN. Arkivet